# Eucosmophora aspila
Eucosmophora aspila là một loài bướm đêm thuộc họ Gracillariidae. Nó được tìm thấy ở Brasil và Peru.
Chiều dài cánh trước là 3.3 mm đối với con đực và 3.5 đối với con cái.